# Basket-ball en France

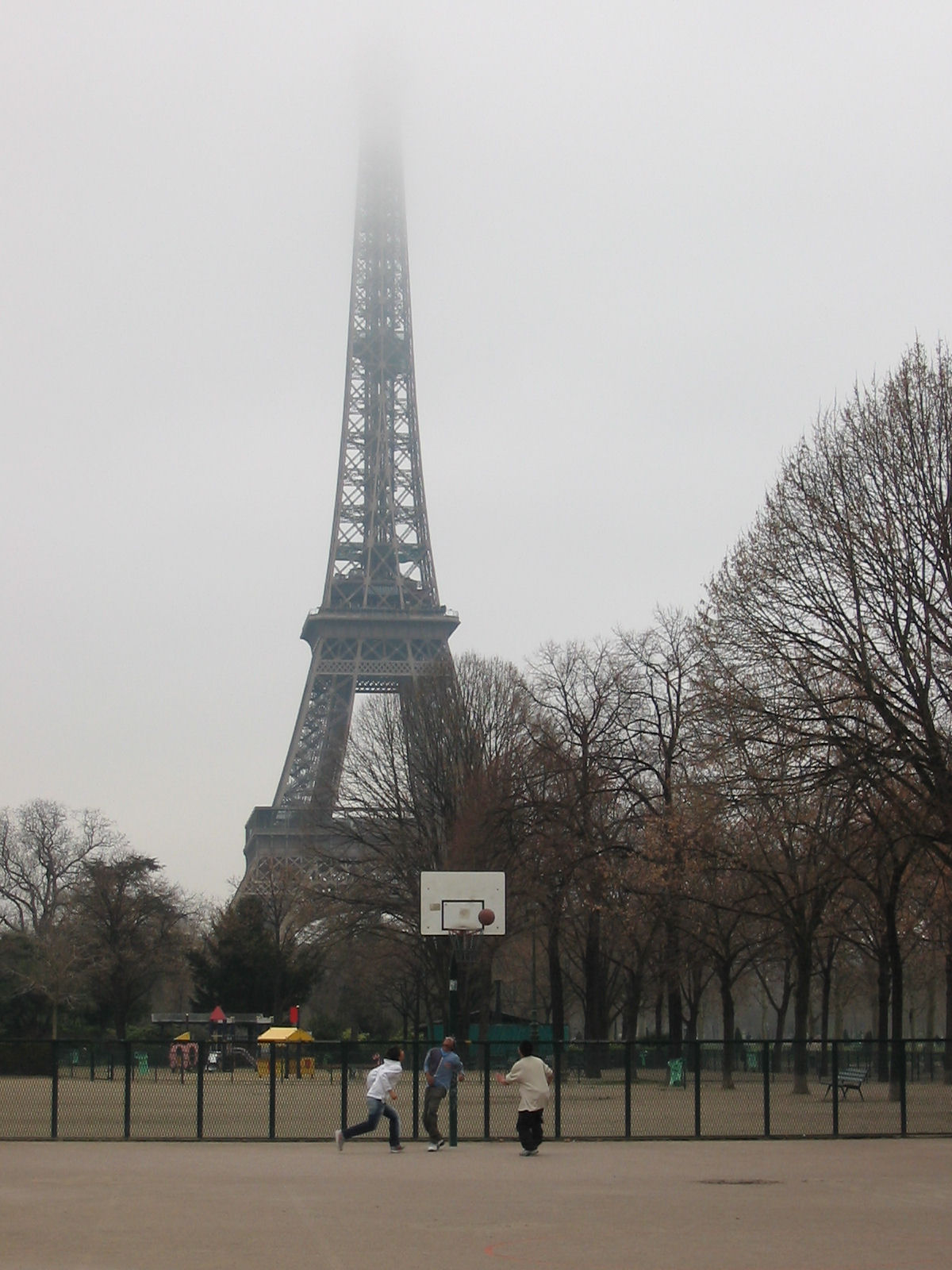

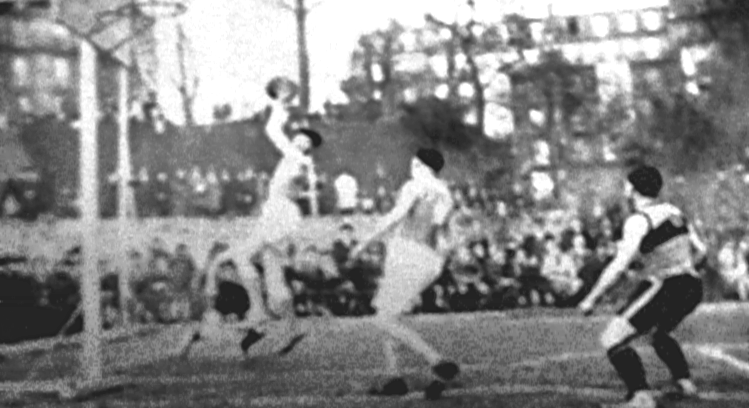
Finale du championnat 1928

Le basket-ball en France est géré par la Fédération française de basket-ball (FFBB) fondée en 1932 à la suite de sa séparation de la Fédération française d'athlétisme et de basketball.
Depuis 1987, une autre entité, la Ligue nationale de basket-ball (initialement dénommée Comité des Clubs de Haut Niveau), est  chargée du secteur professionnel masculin (les deux premières divisions : Pro A et Pro B). Elle se charge aussi de l'organisation de la Leaders Cup (ex-Semaine des As) et du All-Star Game LNB.
La fédération conserve la gestion des divisions inférieures (NM1, NM2, NM3 en déléguant les niveaux non nationaux aux comités régionaux et départementaux. Chez les féminines, l'organisation appartient là aussi à la FFBB (LFB, NF1, NF2, NF3).
S'ajoutent à cela les coupe de France masculine et féminine, ainsi que le tournoi de la fédération.
L'équipe de France de basket-ball et l'équipe de France de basket-ball féminine représentent la France dans les compétitions internationales.

## Histoire

### De 1800 à 1929
Le premier match de basket-ball en France s'est déroulé le 27 décembre 1893 au sein du gymnase de l’Union chrétienne des jeunes gens (YMCA), rue de Trévise, à Paris.
Le basket-ball gagne en popularité à la fin de la Première Guerre mondiale avec l'arrivée de soldats américains en France après l'entrée en guerre des États-Unis. La première ligue de basket-ball française, la Bordeaux City Basket Ball est créé en novembre 1918 à Bordeaux à l'initiative de la YMCA locale.
1921 est l'année qui marquera le début de compétitions de basket-ball organisées au niveau national. Deux compétitions ont lieu cette année-là : le Stade français est un championnat à 10 équipes se déroulant début 1921, battant en finale l’École Polytechnique 17 à 13. L'Évreux Athletic Club est lui vainqueur du tournoi de l’Alcazar, qui s’est déroulé le 1er janvier 1922, regroupant le Stade français, EN Arras et Gallia Club de Soissons. De nombreux spécialistes du basket-ball français pensent qu’il est plus logique d’attribuer le titre de champion de France 1921 au Stade français. La première véritable édition du championnat de France a lieu l'année suivante et est remporté par l'ICAM Lille.
Le basket-ball connait une certaine effervescence en France dans les années 1920. Le département basket de la fédération d'athlétisme reçoit une invitation de la part de la fédération italienne de basket-ball nouvellement créée pour disputer un premier match international : ainsi, le 4 avril 1926, les deux nations s'affrontent lors d'une rencontre à Milan, l'équipe d'Italie s'imposant 23 à 17. Ce match est la première opposition entre deux sélections nationales.

## Basket-ball féminin

### Pratique et historique

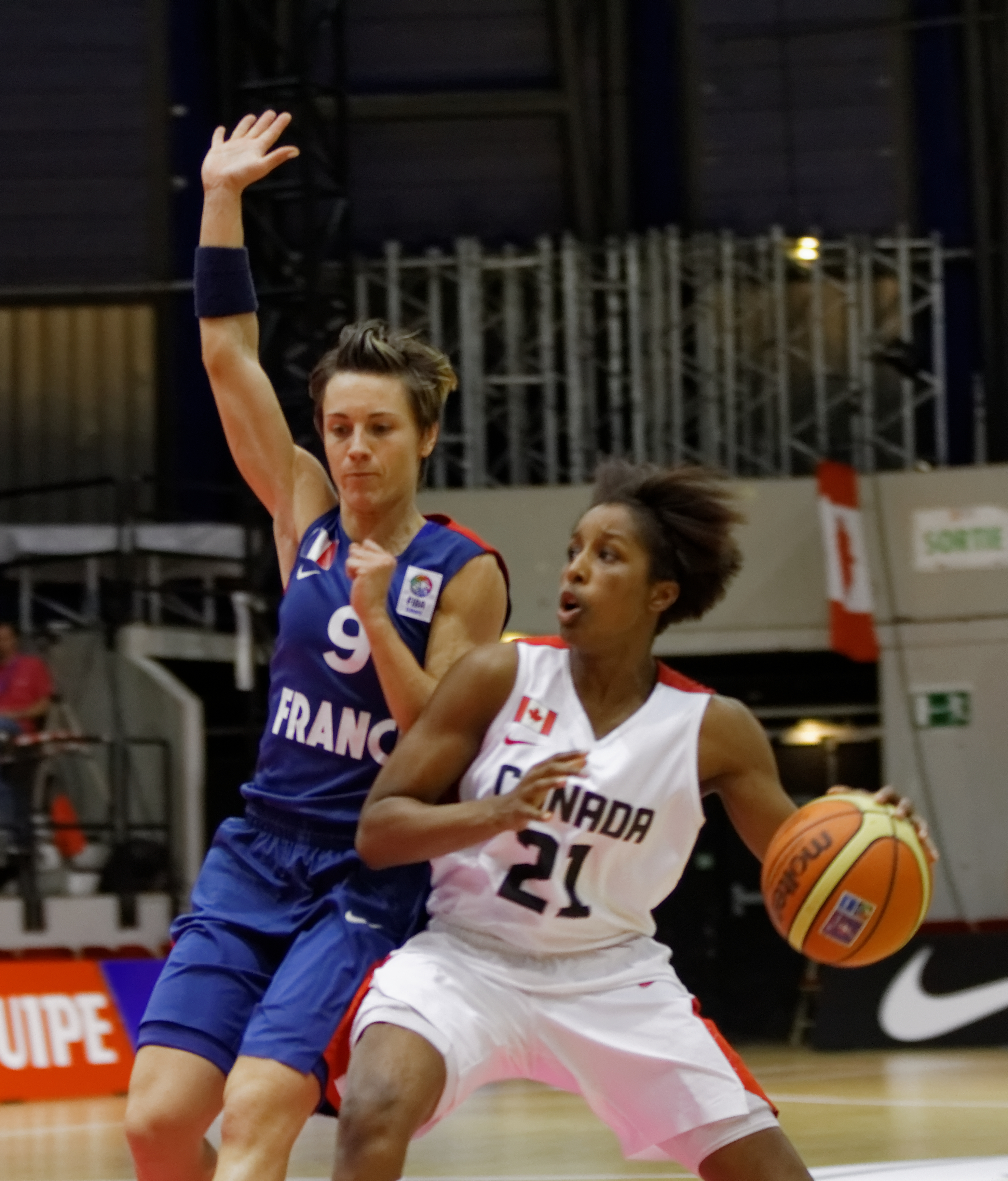
Céline Dumerc (en bleu) face à une joueuse du Canada.

Le basket-ball est le premier sport collectif féminin en France avec 184 000 licenciées en 2013, même si sa médiatisation reste insuffisante. Il est implanté dans l'ouest et le nord de la France ainsi qu'en Île-de-France.
Dans les années 1970, le Clermont UC obtient une certaine notoriété en étant 5 fois finaliste de la Coupe d'Europe des clubs champions et 13 fois champion de France.
Les clubs français ont remporté plusieurs fois la plus haute compétition européenne, l'Euroligue féminine (1997, 1998 et 2001 pour le CJM Bourges, 2002 et 2004 pour Valenciennes) et l'équipe nationale deux fois le championnat d'Europe (2001, 2009) ainsi que la médaille d'argent olympique en 2012.

### Palmarès international des sélections féminines
Seniors féminines
- 2 titres de Champion d'Europe (2001, 2009)
- 2 médailles d'argent aux Jeux olympiques (2012 et 2024)
- 8 médailles d'argent au championnat d'Europe (1970, 1993, 1999, 2013, 2015, 2017, 2019 et 2021)
- 1 médaille de bronze aux Jeux olympiques (2020)
- 1 médaille de bronze au Championnat du Monde (1953)
- 2 médailles de bronze au Championnat d'Europe (2011 et 2023)

Espoirs féminines
- 5 titres de Champion d'Europe (2005, 2009, 2014, 2023 et 2024)
- 3 médailles d'argent au Championnat d'Europe (2004, 2008 et 2015)
- 2 médailles de bronze au Championnat du Monde (2003 et 2007)
- 4 médailles de bronze au Championnat d'Europe (2002, 2006, 2007 et 2019)

Juniors féminines
- 3 titres de Champion d'Europe (2012, 2016 et 2024)
- 1 médaille d'argent au Championnat du Monde (2013)
- 8 médailles d'argent au Championnat d'Europe (1981, 2002, 2009, 2011, 2013, 2014, 2015 et 2023)
- 5 médaille de bronze au Championnat d'Europe (2005, 2010, 2017, 2019 et 2022)

Cadettes féminines
- 5 titres de Champion d'Europe (2001, 2007, 2017, 2022 et 2023)
- 2 médailles d'argent au Championnat du Monde (2010 et 2018)
- 2 médailles d'argent au Championnat d'Europe (2005 et 2024)
- 1 médaille de bronze au Championnat du Monde (2022)
- 6 médailles de bronze au Championnat d'Europe (1997, 1999, 2008, 2009, 2010 et 2016)

Handibasket féminin
- 1 médaille d'argent aux Championnats d'Europe (1974)
- 3 médailles de bronze aux Championnats d'Europe (1991, 1993 et 2005)

### Joueuses françaises en WNBA
En avril 2014, Céline Dumerc signe avec le Dream d'Atlanta pour devenir la neuvième joueuse française de WNBA après Laure Savasta, Isabelle Fijalkowski, Audrey Sauret-Gillespie, Émilie Gomis, Emmeline Ndongue, Sabrina Palie, Edwige Lawson-Wade et Sandrine Gruda. En juin 2018, Endy Miyem devient la 12e joueuse française à fouler les parquets de WNBA. Puis à l'été 2019, Marine Johannès la 13e avec le Liberty de New York.
3 médailles aux Jeux olympiques (la dernière en 2020).

## Basket-ball masculin

### Palmarès international des sélections masculines
Seniors masculins
- 1 titre de Champion d'Europe (2013)
- 4 médailles d'argent aux Jeux olympiques (1948, 2000, 2020 et 2024)
- 3 médailles d'argent au Championnat d'Europe (1949 et 2011, 2022)
- 2 médailles de bronze au Championnat du Monde (2014 et 2019)
- 6 médailles de bronze au Championnat d'Europe 1937, 1951, 1953, 1959, 2005 et 2015

Espoirs masculins
- 3 titres de Champion d'Europe (2010, 2023 et 2024)
- 1 médaille d'argent au Championnat du Monde (1993
- 2 médailles d'argent au Championnat d'Europe (2009 et 2012)
- 4 médailles de bronze au Championnat d'Europe (1992, 2002, 2011 et 2017)

Juniors masculins
- 4 titres de Champion d'Europe (1992, 2000, 2006 et 2016)
- 2 médailles d'argent au Championnat du Monde (2021 et 2023)
- 3 médailles d'argent au Championnat d'Europe (1964, 1996 et 2009)
- 2 médailles de bronze au Championnat du Monde (2007 et 2019)
- 2 médailles de bronze au Championnat d'Europe (2004 et 2018)

Cadets masculins
- 4 titres de Champion d'Europe (2004, 2014, 2017 et 2024)
- 1 médaille d'argent au Championnat du Monde (2018)
- 3 médailles d'argent au Championnat d'Europe (2005, 2012 et 2019)
- 1 médaille de bronze au Championnat du Monde (2022)
- 2 médailles de bronze au Championnat d'Europe (2022 et 2023)

Handibasket masculin
- 1 titre de Champion paralympique (1984)
- 1 titre aux Championnats du monde (1990)
- 7 titres de Champion d'Europe division A (1982, 1987, 1989, 1991, 1997, 1999 et 2001)
- 3 médailles d'argent aux Championnats du Monde (1973, 1983 et 2010)
- 4 médailles d'argent aux Championnats d'Europe (1970, 1971, 1978 et 1981)
- 3 médailles de bronze aux Jeux paralympiques (1976, 1988 et 1992)
- 1 médaille de bronze aux Championnats du Monde (1979)
- 3 médailles de bronze aux Championnats d'Europe (1974, 1977 et 1993)

### Joueurs français en NBA
| Année de draft | Tour | Choix | Année d'entrée | Joueur                  | Poste | Drafté par                                                         | Équipes |
| -------------- | ---- | ----- | -------------- | ----------------------- | ----- | ------------------------------------------------------------------ | --- |
| 1997           | 1er  | #11   | 1997           | Tariq Abdul-Wahad       | F     | Kings de Sacramento                                                | Kings, Magic, Nuggets, Mavericks |
| 2000           | 1er  | #11   | 2000           | Jérôme Moïso            | C     | Celtics de Boston                                                  | Celtics, Hornets, Raptors, Nets, Cavaliers |
| 2001           | 1er  | #28   | 2001           | Tony Parker             | PG    | Spurs de San Antonio                                               | Spurs, Hornets |
| 2003           | 1er  | #11   | 2003           | Mickaël Piétrus         | G     | Warriors de Golden State                                           | Warriors, Magic, Suns, Celtics, Raptors |
| Non drafté     | n/d  | n/d   | 2003           | Antoine Rigaudeau       | G     | n/d                                                                | Mavericks |
| 2003           | 1er  | #21   | 2003           | Boris Diaw              | SF-PF | Hawks d'Atlanta                                                    | Hawks, Suns, Bobcats, Spurs, Jazz |
| Non drafté     | n/d  | n/d   | 2006           | Yakhouba Diawara        | F     | n/d                                                                | Nuggets, Heat |
| 2005           | 1er  | #25   | 2005           | Johan Petro             | PF    | SuperSonics de Seattle                                             | SuperSonics (puis Thunder), Nuggets, Nets, Hawks |
| 2005           | 2e   | #37   | 2006 (Février) | Ronny Turiaf            | C     | Lakers de Los Angeles                                              | Lakers, Warriors, Knicks, Wizards, Nuggets (libéré au bout de quelques jours, sans avoir jamais joué pour la franchise), Heat, Clippers, Timberwolves, Sixers (libéré au bout de quelques jours, sans avoir jamais joué pour la franchise) |
| 2005           | 2e   | #48   | 2006           | Mickaël Gelabale        | G     | SuperSonics de Seattle                                             | SuperSonics, Timberwolves |
| 2005           | 1er  | #28   | 2007           | Ian Mahinmi             | C-PF  | Spurs de San Antonio                                               | Spurs, Mavericks, Pacers, Wizards |
| 2007           | 1er  | #09   | 2007           | Joakim Noah             | C-PF  | Bulls de Chicago                                                   | Bulls, Knicks |
| 2008           | 1er  | #20   | 2008           | Alexis Ajinça           | C     | Bobcats de Charlotte                                               | Bobcats, Mavericks, Raptors, Pelicans |
| 2008           | 1er  | #25   | 2008           | Nicolas Batum           | SF    | Rockets de Houston, droits transférés aux Blazers                  | Blazers, Hornets |
| 2009           | 1er  | #25   | 2009           | Rodrigue Beaubois       | PG    | Thunder d'Oklahoma City, droits transférés aux Mavericks de Dallas | Mavericks |
| 2009           | 2e   | #53   | 2012           | Nando de Colo           | PG    | Spurs de San Antonio                                               | Spurs, Raptors |
| 2010           | 1er  | #17   | 2010           | Kevin Séraphin          | PF    | Bulls de Chicago, droits transférés aux Wizards                    | Wizards, Knicks, Pacers |
| 2010           | 2e   | #53   | 2011 (avril)   | Pape Sy                 | G     | Hawks d'Atlanta                                                    | Hawks |
| 2012           | 1er  | #20   | 2012           | Evan Fournier           | SG    | Nuggets de Denver                                                  | Nuggets, Magic, Celtics, Knicks, Pistons |
| 2013           | 1er  | #27   | 2013           | Rudy Gobert             | C     | Nuggets de Denver, droits transférés au Jazz                       | Jazz, Timberwolves |
| 2013           | 2e   | #55   | 2015           | Joffrey Lauvergne       | PF    | Grizzlies de Memphis, droits transférés aux Nuggets                | Nuggets, Thunder, Bulls |
| 2014           | 2e   | #31   | 2015           | Damien Inglis           | G     | Bucks de Milwaukee                                                 | Bucks |
| 2016           | 1er  | #24   | 2016           | Timothé Luwawu-Cabarrot | G/F   | 76ers de Philadelphie                                              | 76ers |
| Non drafté     | n/d  | n/d   | 2016           | Axel Toupane            | G     | n/d                                                                | Nuggets, Milwaukee |
| 2017           | 1er  | #08   | 2017           | Frank Ntilikina         | PG    | Knicks de New York                                                 | Knicks, Mavericks, Hornets |
| 2023           | 1er  | #01   | 2023           | Victor Wembanyama       | PF/C  | Spurs de San Antonio                                               | Spurs |
| 2023           | 1er  | #07   | 2023           | Bilal Coulibaly         | SF    | Pacers de l'Indiana droits transférés au Washington Wizard         | Wizards |
| 2023           | 2e   | #43   | 2023           | Rayan Rupert            | SG    | Trail Blazers de Portland                                          | Trail Blazers |
| 2023           | 2e   | #44   | 2023           | Sidy Cissoko            | SF/SG | Spurs de San Antonio                                               | Spurs, Trail Blazers |
| 2024           | 1er  | #01   | 2024           | Zaccharie Risacher      | SF    | Hawks d'Atlanta                                                    | Hawks |
| 2024           | 1er  | #02   | 2024           | Alexandre Sarr          | C     | Wizards de Washington                                              | Wizards |
| 2024           | 1er  | #06   | 2024           | Tidjane Salaün          | PF/C  | Hornets de Charlotte                                               | Hornets |
| 2024           | 1er  | #25   | 2024           | Pacôme Dadiet           | SF/PG | Knicks de New York                                                 | Knicks |

En gras : joueur ayant remporté au moins un titre de champion NBA.

## Basket-ball de club

### Les équipes historiques
Les deux clubs ayant le plus grand palmarès du basket-ball français sont le CSP Limoges chez les masculins (vainqueur de la Coupe d'Europe des clubs champions en 1993, de la Coupe d'Europe des vainqueurs de coupes en 1988 et de trois Coupes Korac, 1982, 1983, 2000, 11 titres de Champion de France), et chez les féminines, le Clermont UC (cinq fois finaliste de la Coupe d'Europe des clubs champions, treize fois champion de France) et le Tango Bourges Basket (5 titres européens dont 3 Euroligues et treize fois champion de France).
Mais parmi les autres clubs marquants on peut citer :
| Équipes masculines - ASVEL Lyon-Villeurbanne - Élan Béarnais Pau-Orthez - Le Mans Sarthe Basket - SLUC Nancy CSP Limoges Saint-quentin Basket-ball | Équipes féminines - Tango Bourges Basket - US Valenciennes Olympic - ASPTT Aix-en-Provence - Paris UC | Équipes d'handibasket - AS Berck - CS Meaux Handibasket - Hyères Handi Club - Toulouse Invalides Club |

### Nombre de licenciés en France
En 2019, 516 387 personnes sont licenciés. Le département qui compte le plus de licenciés est le département du Nord (24 719) suivi de la Loire-Atlantique (23 958) puis du Rhône (17 567).
| Départements                               | Nombre de licenciés | Nombre de licenciés pour 10 000 habitants |
| ------------------------------------------ | ------------------- | ----------------------------------------- |
| Ain                                        | 6023                | 92                                        |
| Aisne                                      | 2482                | 47                                        |
| Allier                                     | 2145                | 64                                        |
| Alpes-de-Haute-Provence                    | 751                 | 46                                        |
| Hautes-Alpes                               | 632                 | 45                                        |
| Alpes-Maritimes                            | 6648                | 62                                        |
| Ardèche                                    | 2880                | 88                                        |
| Ardennes                                   | 1515                | 56                                        |
| Ariège                                     | 1162                | 76                                        |
| Aube                                       | 1173                | 38                                        |
| Aude                                       | 883                 | 24                                        |
| Aveyron                                    | 2165                | 78                                        |
| Bouches-du-Rhône                           | 10086               | 50                                        |
| Calvados                                   | 6167                | 89                                        |
| Cantal                                     | 566                 | 39                                        |
| Charente                                   | 2049                | 59                                        |
| Charente-Maritime                          | 3956                | 61                                        |
| Cher                                       | 1955                | 65                                        |
| Corrèze                                    | 1489                | 62                                        |
| Corse-du-Sud                               | 405                 | 25                                        |
| Haute-Corse                                | 694                 | 38                                        |
| Côte-d'Or                                  | 3639                | 68                                        |
| Côtes-d'Armor                              | 5070                | 85                                        |
| Creuse                                     | 1048                | 90                                        |
| Dordogne                                   | 2859                | 70                                        |
| Doubs                                      | 1653                | 31                                        |
| Drôme                                      | 4009                | 77                                        |
| Eure                                       | 3830                | 64                                        |
| Eure-et-Loir                               | 2681                | 62                                        |
| Finistère                                  | 5927                | 65                                        |
| Gard                                       | 3119                | 42                                        |
| Haute-Garonne                              | 10482               | 75                                        |
| Gers                                       | 2487                | 131                                       |
| Gironde                                    | 10979               | 68                                        |
| Hérault                                    | 5293                | 45                                        |
| Ille-et-Vilaine                            | 14676               | 137                                       |
| Indre                                      | 1686                | 77                                        |
| Indre-et-Loire                             | 5869                | 97                                        |
| Isère                                      | 10907               | 86                                        |
| Jura                                       | 1392                | 54                                        |
| Landes                                     | 8450                | 206                                       |
| Loir-et-Cher                               | 2382                | 72                                        |
| Loire                                      | 13805               | 181                                       |
| Haute-Loire                                | 1987                | 88                                        |
| Loire-Atlantique                           | 23958               | 168                                       |
| Loiret                                     | 7100                | 104                                       |
| Lot                                        | 1003                | 58                                        |
| Lot-et-Garonne                             | 5030                | 152                                       |
| Lozère                                     | 167                 | 22                                        |
| Maine-et-Loire                             | 17123               | 210                                       |
| Manche                                     | 2446                | 50                                        |
| Marne                                      | 3314                | 59                                        |
| Haute-Marne                                | 446                 | 26                                        |
| Mayenne                                    | 3546                | 116                                       |
| Meurthe-et-Moselle                         | 4854                | 66                                        |
| Meuse                                      | 894                 | 49                                        |
| Morbihan                                   | 7207                | 96                                        |
| Moselle                                    | 4062                | 39                                        |
| Nièvre                                     | 1192                | 59                                        |
| Nord                                       | 24719               | 95                                        |
| Oise                                       | 5036                | 61                                        |
| Orne                                       | 1446                | 52                                        |
| Pas-de-Calais                              | 13148               | 90                                        |
| Puy-de-Dôme                                | 7566                | 115                                       |
| Pyrénées-Atlantiques                       | 6978                | 102                                       |
| Hautes-Pyrénées                            | 2119                | 93                                        |
| Pyrénées-Orientales                        | 2429                | 51                                        |
| Bas-Rhin                                   | 14348               | 127                                       |
| Haut-Rhin                                  | 6704                | 88                                        |
| Rhône                                      | 17587               | 94                                        |
| Haute-Saône                                | 1157                | 49                                        |
| Saône-et-Loire                             | 4643                | 84                                        |
| Sarthe                                     | 7266                | 129                                       |
| Savoie                                     | 2793                | 65                                        |
| Haute-Savoie                               | 4422                | 54                                        |
| Paris                                      | 6344                | 29                                        |
| Seine-Maritime                             | 9342                | 75                                        |
| Seine-et-Marne                             | 9185                | 65                                        |
| Yvelines                                   | 10546               | 73                                        |
| Deux-Sèvres                                | 2903                | 78                                        |
| Somme                                      | 2014                | 35                                        |
| Tarn                                       | 2647                | 68                                        |
| Tarn-et-Garonne                            | 1868                | 72                                        |
| Var                                        | 4989                | 47                                        |
| Vaucluse                                   | 2752                | 49                                        |
| Vendée                                     | 11755               | 173                                       |
| Vienne                                     | 2970                | 68                                        |
| Haute-Vienne                               | 4276                | 115                                       |
| Vosges                                     | 2035                | 56                                        |
| Yonne                                      | 1810                | 54                                        |
| Territoire de Belfort                      | 677                 | 48                                        |
| Essonne                                    | 9297                | 71                                        |
| Hauts-de-Seine                             | 8870                | 55                                        |
| Seine-Saint-Denis                          | 6937                | 42                                        |
| Val-de-Marne                               | 8451                | 60                                        |
| Val-d'Oise                                 | 7706                | 62                                        |
| Guadeloupe                                 | 2889                | 76                                        |
| Martinique                                 | 1906                | 52                                        |
| Guyane                                     | 1360                | 48                                        |
| La Réunion                                 | 2865                | 33                                        |
| Saint-Pierre-et-Miquelon                   | 0                   | -                                         |
| Mayotte                                    | 1720                | 64                                        |
| St Barthélémy                              | 0                   | -                                         |
| St Martin                                  | 19                  | -                                         |
| Wallis-et-Futuna                           | 3                   | -                                         |
| Polynésie Française                        | 583                 | -                                         |
| Nouvelle Calédonie                         | 1145                | -                                         |
| Monaco                                     | 231                 | -                                         |
| Autres                                     | 248                 | -                                         |
| Non réparti par département et par région* | 1285                | -                                         |
| TOTAL                                      | 516 387             |                                           |

*Selon la fédération, un certain nombre de licences sont non réparties géographiquement. Elles sont dénombrées dans la colonne "Non réparti par département et par région".

### Palmarès international des clubs
Masculins
- 1 Euroligue de basket-ball (CSP Limoges 1993)
- 2 Eurocup  (AS Monaco 2021, Paris basket-ball 2024)[38]
- 5 Coupe Korać de basket-ball (CSP Limoges 1982, 1983 et 2000, Élan Béarnais Orthez 1984 et SLUC Nancy 2002)
- 1 EuroChallenge (JSF Nanterre 2015)
- 1 Coupe d'Europe FIBA (Nanterre 92 2017)
- 1 Coupe des coupes de basket-ball (CSP Limoges 1988)

Féminines
- 5 Euroligue féminine de basket-ball (CJM Bourges 1997, 1998 et 2001 et USVO 2002 et 2004)
- 5 Eurocoupes (Pays d'Aix 2003, Villeneuve-d'Ascq 2015, Bourges 2016 et 2022, ASVEL Lyon en 2023)
- 2 Coupe Ronchetti de basket-ball (CJM Bourges 1995 et Tarbes GB 1996)

Handibasket
- 6 Champion's cup (C1) : Berck (1985, 1986 et 1989) et Meaux (1999, 2000 et 2001)
- 3 Coupes Vergauwen (C2) : Strasbourg (1978), Douai (1989) et Meaux (2010)
- 5 Coupes Brinkmann (C3) : Aillant (1997), Mulhouse (1998), Meaux (2011) et Le Cannet (2014 et 2015)

### Les championnats

#### Championnats séniors
| Niveau | Secteur       | Championnat masculin | Championnat féminin |  |
| 1      | National      | Betclic Élite (ex-Pro A) 18 clubs                                                                                           | Ligue féminine de basket (LFB) 12 clubs                                                                                     |  |
| 2      | National      | Pro B 18 clubs | Ligue féminine 2 (LF2) 12 clubs                                                                                             |  |
|        |               | | |  |
| 3      | National      | Nationale masculine 1 (NM1) 28 clubs (2 poules A & B, puis 3 groupes A, B & C)                                              | Nationale féminine 1 (NF1) 24 clubs (2 poules de 12 clubs)                                                                  |  |
| 4      | National      | Nationale masculine 2 (NM2) 56 clubs (4 poules de 14 clubs)                                                                 | Nationale féminine 2 (NF2) 48 clubs (4 poules de 12 clubs)                                                                  |  |
| 5      | National      | Nationale masculine 3 (NM3) 144 clubs (12 poules de 12 clubs)                                                               | Nationale féminine 3 (NF3) 96 clubs (8 poules de 12 clubs)                                                                  |  |
|        |               | | |  |
| 6      | Régional      | Prénationale masculine (PNM)                                                                                                | Prénationale féminine (PNF)                                                                                                 |  |
| 7      | Régional      | Régionale masculine séniors (Division 2) (RM2)                                                                              | Régionale féminine séniors (Division 2) (RF2)                                                                               |  |
| 8      | Régional      | Régionale masculine séniors (Division 3) (RM3)                                                                              | Régionale féminine séniors (Division 3) (RF3)                                                                               |  |
|        |               | | |  |
| 9      | Départemental | Prérégionale masculine (PRM)                                                                                                | Prérégionale féminine (PRF)                                                                                                 |  |
| 10     | Départemental | Départementale masculine seniors (Division 2) (DM2)                                                                         | Départementale féminine seniors (Division 2) (DF2)                                                                          |  |
| 11+    | Départemental | → Le nombre de divisions en championnat départemental dépend des comités départementaux (leur nombre de clubs licenciés...) | → Le nombre de divisions en championnat départemental dépend des comités départementaux (leur nombre de clubs licenciés...) |  |

- Géré par la LNB (Ligue nationale de Basket)
- Géré par la FFBB (Fédération française de basket-ball)
- Géré par les ligues régionales
- Géré par les comités départementaux

Autres championnats nationaux séniors
- Espoirs Élite (Espoirs Pro A) - géré par la LNB (Ligue nationale de Basket)
- Espoirs Pro B - géré par la LNB
- Nationale A (Handibasket)

Anciennes divisions territoriales
(suivant les régions et départements, les appellations peuvent différer)
- Régionaux :

1. R1 (Excellence régionale ou Pré-nationale)
2. R2 (Promotion d'excellence régionale ou Excellence régionale)
3. R3 (Honneur régionale ou Promotion d'excellence régionale)

- Départementaux :

1. D1 (Excellence départementale ou Pré-régionale)
2. D2 (Promotion d'excellence départementale)
3. D3 (Honneur départementale)
4. D4 (Promotion d'honneur départementale)

#### Championnats jeunes
- Masculin:
  - Nationale Masculine U18 Elite (NMU18 ELITE)
  - Nationale Masculine U15 Elite (NMU15 ELITE)
  - Régional masculin (U20, U18, U15, U13) (avec et sans Div 2 & Div 3)
  - Départemental masculin (U20, U17, U15, U13, U11, U9) (avec et sans Div 2 & Div 3)
- Féminin:
  - Nationale Féminine U18 Elite (NFU18 ELITE)
  - Nationale Féminine U15 Elite (NFU15 ELITE)
  - Régional féminin (U20, U18, U15, U13) (avec et sans Div 2 & Div 3)
  - Départemental féminin (U18, U15, U13, U11, U9) (avec et sans Div 2 & Div 3)

### Hiérarchie des championnats de France masculins
| Période     | Niveau I      | Niveau II    | Niveau III  | Niveau IV   | Niveau V    |
| ----------- | ------------- | ------------ | ----------- | ----------- | ----------- |
| 1921-1931   | Excellence    |              |             |             |             |
| 1931-1949   | Excellence    | Honneur      |             |             |             |
| 1949-1959   | Nationale     | Excellence   | Honneur     |             |             |
| 1959-1963   | Nationale     | Excellence   | Fédérale 1  |             |             |
| 1963-1965   | 1re division  | Nationale 2  | Fédérale 1  |             |             |
| 1965-1973   | Nationale 1   | Nationale 2  | Fédérale 1  | Fédérale 2  |             |
| 1973-1987   | Nationale 1   | Nationale 2  | Nationale 3 | Nationale 4 |             |
| 1987-1992   | Nationale 1A  | Nationale 1B | Nationale 2 | Nationale 3 | Nationale 4 |
| 1992-1993   | Nationale A1  | Nationale A2 | Nationale 2 | Nationale 3 | Nationale 4 |
| 1993-2018   | Pro A         | Pro B        | Nationale 2 | Nationale 3 | Nationale 4 |
| 2018-2021   | Jeep Élite    | Pro B        | Nationale 1 | Nationale 2 | Nationale 3 |
| Depuis 2021 | Betclic Elite | Pro B        | Nationale 1 | Nationale 2 | Nationale 3 |

- Championnat national professionnel
- Championnat national amateur

## Handibasket
Le basket-ball en fauteuil roulant se développe en France dans le courant des années 1970. Ses équipes nationales féminine et surtout masculine dominent la discipline européenne dans les années 1990. Le championnat national suit cette progression, plusieurs de ses clubs remportant même des coupes européennes prestigieuses.

## Infrastructures et médias

### Salles
Les salles de basket-ball en France ont une histoire très variables de l'une à l'autre. On peut par exemple citer la mythique moquette qui faisait office de sol à la salle Michel Vrignaud (Challans) ou encore l'aspect typique des salles soviétiques de la Maison des Sports de Clermont-Ferrand lors des exploits du CUC Clermont.
Les salles se modernisent de plus en plus ou de nouvelles sont construites à l'image du Rhénus Sport (Strasbourg).

### Médias
Au niveau télévisuel, le championnat (Pro A et LFB) était retransmis entre 2003 et 2007 exclusivement par TPS Star, bien que la finale de Pro A fut diffusée par France Télévision en 2005 et 2006. Depuis la fusion Canalsat-TPS et la création de Canal+ France, Sport+ a récupéré une partie des matches de Pro A et quelques matches féminins. Depuis 2013, L’Équipe 21 diffuse les matches de Bourges en Euroligue. La ligue féminine dispose de sa propre web TV.
Parmi les acteurs de la presse écrite en France, on retrouve l'hebdomadaire Basket News et sa déclinaison mensuelle Maxi-Basket News.
La blogosphère compte plusieurs sites très actifs : Bebasket (ex Catch & Shoot), Ladyhoop, Trashtalk, etc. qui complètent les sites sportifs généralistes et ceux des autorités organisatrices : FFBB, LNB et LFB.